# Giovanni Battista de Miro
Giovanni Battista de Miro (Gragnano, 1656 – Napoli, 27 gennaio 1731) è stato un religioso e grecista italiano.

## Biografia
Nacque a Gragnano, presso Napoli, nel 1656. Il 27 novembre 1672 entrò nel cenobio benedettino di Napoli, ove compì un corso regolare di studi di scienze scolastiche. Fu chiamato a Roma nel 1688 per insegnare «sacri canoni» nel Collegio di sant’Anselmo. Ben presto divenne molto noto per la sua perizia nella lingua greca: fu in rapporto con il Bacchini, il Muratori e il Bianchini. A Roma fu in particolare in rapporto con i cardinali Aguirre, Casanate e Carpegna. L'8 gennaio 1693 entrò nell'Accademia dell'Arcadia col nome di Meone Lasionio. Fu nominato da Innocenzo XII prima Consultore della Congregazione dell’Indice, poi Qualificatore della Santa Inquisizione, e infine Sottocustode della Biblioteca apostolica vaticana. Altrettanto importante fu la sua carriera nelle gerarchie dell’Ordine di San Benedetto: priore, abate, Procuratore generale, e infine, dal 1720, Preside. Nel 1717 tornò a Napoli nel cenobio di san Severino, ove morì il 27 gennaio 1731. Gli importanti incarichi nell’ordine non lo distolsero mai da occupazioni storico-erudite, coerenti con le ricerche «benedettine» sull’esempio della Congregazione di San Mauro.